# Кристиано Дзанети
Кристиано Дзанети (на италиански: Cristiano Zanetti) е полузащитник, защитаващ цветовете на Фиорентина. Изявява се като предимно като дефанзивен или централен полузащитник. Има 17 участвия за националния отбор на Италия.